# Овідіополь (станція)
Овідіопо́ль — тупикова вантажна залізнична станція Одеської дирекції Одеської залізниці на відгалуженій неелектрифікованій лінії від станції Барабой (8 км). Розташована в селищі Овідіополь Одеського району Одеської області. Нині станція являє собою роз'їзд на одноколійній лінії.

## Історія
Станція відкрита 1917 року. До 1990-х років до станції курсував приміський дизель-поїзд сполученням Одеса — Овідіополь.

## Пасажирське сполучення
До 26 квітня 2022 року на приміські електропоїзди до станцій Одеса-Головна та Білгород-Дністровський була можливість здійснити посадку на наійближчій залізничній станції Барабой.